# Renga
Il renga (連歌), o poesia a catena, è uno stile poetico nato in Giappone nel XV secolo. Il componimento alterna due tipi di strofa (ku) tipiche della metrica giapponese tradizionale, una composta di 17 morae spesso ricondotta a tre versi di 5, 7 e 5 morae e l'altra di 14 morae, articolata in due versi di 7. 
Ogni poeta che partecipa al renga prosegue la composizione inserendo alternativamente uno dei due tipi di strofa. 
Pur esistendo esempi realizzati da un solo autore, il renga è tradizionalmente un passatempo colto e letterario in cui diversi partecipanti si alternano inserendo ciascuno un ku continuazione dei versi precedenti. Dalla strofa iniziale del renga deriva l'Haiku

## Storia
Il renga si sviluppa dalla struttura poetica giapponese antica denominata tanka o waka. Il primo esempio di Renga che ci sia giunto si trova nell'antologia Man'yōshū (759). Il genere si sviluppa e si afferma nel periodo Heian (794-1185) in cui è considerato un genere letterario diffuso e famoso tra i cortigiani. 
Fino al XVI secolo, rimane un genere estremamente colto e formale, caratterizzato da scelte preziose di vocabolario e strette aderenze ai canoni formali. 
La forma più tipica è il hyakuin renga di cento strofe, anche se esistono strutture di lunghezze differenti. 
Su incarico dell'imperatore Go-Kashiwabara (1464-1526), Botanka Shōhaku fissò la forma definitiva del renga, stabilendo il numero dei versi e degli emistichi.
Nel sedicesimo secolo diventa popolare il cosiddetto haikai no renga, apparso per la prima volta nell'antologia Tsukubashū (1356–57). 
Questo tipo di composizione è un renga non ortodosso o "comico" che non rispetta le rigide regole del renga classico, diventando un genere meno colto e più popolare. 
In luogo del lunghissimo hyakuin fa la sua comparsa il kasen renga, che consiste di 36 strofe. 
Il ventaglio degli argomenti ammessi ed il vocabolario usato si allargano considerevolmente. 
Grazie agli sforzi di diverse scuole, tra cui la più conosciuta è quella di Bashō, lo haikai no renga diventa il genere più diffuso in Giappone. 
In questo periodo diviene anche un genere popolare l'utilizzo del solo Hokku, o prima strofa come componimento poetico autonomo, dando origine all'haiku.
Lo stile haikai prende il sopravvento e la sua fortuna si estende nel tempo. A partire dal 1904, questo genere è anche chiamato renku (strofe in catena).

## Struttura e Vincoli del Renga
Un renga consiste di un numero variabile di stanze: la prima si chiama hokku ("il verso che comincia") e consiste di segmenti fonetici di 5, 7 e 5 (17 in totale) morae. Segue il wakiku ("verso che corre vicino") che conta due segmenti di 7 e 7 (14 in totale) sillabe. Successivamente, si aggiunge nuovamente un ku lungo di 17 sillabe, che a sua volta viene seguito da un ku breve di 14 sillabe. La struttura può continuare a ripetersi diverse volte. L'ultimo ku del renga si chiama ageku ("verso che chiude").
L'operazione di composizione del Renga si basa su due principi stilistici di base: il sistema di concatenazione tra un verso e l'altro (tsukeai), e la struttura unitaria poetica (yukiyo). Lo tsukeai è meccanismo che prevede almeno quattro modalità fondamentali: la prosecuzione dello scenario presentato nel verso precedente; la continuità semantica rispetto all'evento prospettato nell'emistichio antecedente; una discontinuità improvvisa con uno stacco evidente e netto rispetto a quanto precede o infine una inversione rispetto allo svolgimento precedente.
Lo yukiyo, invece, l'andamento complessivo dei versi, riguarda la visione complessiva, ma non richiede un disegno integrale preordinato, né ha lo scopo di raggiungere una coerenza totalizzante o lo sviluppo di una trama interna coordinata. Piuttosto, lo yukiyo viene raggiunto attraverso passaggi successivi (utsuri), che seguono principi di stacco e mutamento e diversioni, in una catena di metamorfosi continue, evitando ridondanze, stagnazioni o circoli viziosi. il principio stilistico dello yukiyo, richiede quindi immagini in continuo mutare, legate però in una logica di successione.
Il fascino del renga è quindi il fascino di unire il trascorrere mutevole e transitorio, di singoli momenti. Se il terz'ultimo e il penultimo verso si allacciano congiunti per qualche affinità o associazione, l'ultimo invece deve istituire una cesura rispetto al terz'ultimo.
La composizione del renga dipendeva anche da prescrizioni o vincoli che mirano alla definizione di regole ludiche comuni. Tali regole risultano variare via via con l'evoluzione di quest'arte, testimoniando lo spirito di "variazione" e "in divenire'. Alcune regole (fushimono) riguardano la distribuzione di "simboli" all'interno la catena di versi, una sorta di "elemento comune" che conferisce continuità e coesione all'intera centuria, prestabilito all'inizio del Renga e che poteva richiedere omogeneità (per es. "cose bianche', e dunque nei versi verranno a susseguirsi figure di bianco), oppure opposizione (cose bianche/cose nere, quindi se lo hokku esordiva con "neve', lo waki si giustapponeva con "carbone" e così via), ovvero segni abbinabili tutti a un certo segno assegnato a formare un composto. Le varianti di fushimono erano numerose e potevano giocare sui materiali semantici o morfologici o fonici. Altre regole (sarikirai) si riferiscono alle le cose da evitare, i tabù.